# Шнюрле, Адольф
Адольф Шнюрле (нем. Adolf Schnürle; 24 мая 1897 — 10 ноября 1951) — немецкий инженер, конструктор двигателей внутреннего сгорания.

## Общие сведения
В 1924 году в Штутгартском политехническом институте защитил диссертацию по теме: «Теоретико-термические исследования процесса преобразования тепла в механической работе при использовании твердых топлив» (нем. Theoretisch-thermische Untersuchung eines neuen Verfahrens der Umwandlung von Wärme in mechanische Nutzarbeit bei Verwendung festen Brennstoffes).
В 1925 году для своего работодателя, компании Клекнер-Хумбольд-Дойтц (Klöckner-Humboldt-Deutz А. G., «KHD») он разработал систему трехканальной продувки для двухтактных двигателей.
В 1932 году фирма DKW приобрела лицензию Адольфа Шнюрле на метод петлевой продувки цилиндра двухтактного двигателя и эксклюзивное право его использования в своих бензиновых двигателях. Этот патент сделал революцию в моторостроении.
В 1935 году Шнюрле разрабатывал на фирме KHD дизельные двигатели которые могли бы конкурировать с оппозитными моторами фирмы Junkers. Позже основал собственную фирму по разработке авиационных двигателей «Adolf Schnürle Motorenkonstruktion/ Stuttgart», где продолжал работать над разработкой двухтактного дизельного двигателя.
В настоящее время на теологическом факультете Тюбингенского университета существует фонд Адольфа и Гертруды Шнюрле (нем. Dr.-Ing. Adolf und Gertrud Schnürle-Stiftung), который способствует науке и образовании одаренных студентов.